# 組頭
組頭（くみがしら）は、与頭とも表記する。
1. 江戸時代の地方三役（村方三役）のひとつ。
2. 江戸時代の五人組の筆頭の五人組頭のこと。
3. 戦国時代・江戸時代における武士の編成単位（「組」）の長。

## 概要

### 村落の組頭
東日本と西日本で役割に若干の相違があると指摘されるが、身分は百姓で一般には庄屋・名主を補佐する役職である。「年寄」、「老」とも。あるいは、組合村の代表者を「組頭」と称することもあった。北海道や樺太および北方領土で組頭に相当する役職に「惣小使」や「小使」があり、蝦夷（アイヌ）の有力者が松前藩や箱館奉行の行う撫育政策（オムシャ）で任命された。幕末になると惣小使は惣年寄に、小使も年寄にそれぞれ改称されている。

### 軍事組織の組頭
戦国・江戸時代の「組」は、領主の家ごとに違いがある。「組」とは、武士の編成単位で、本来は戦闘の単位（軍事組織）であるが、平時にも身分等級によって役が与えられ、組に編成されていた。「組頭」とは、大名の家臣団組織のなかで、組を指揮した頭のことである。

#### 江戸幕府
- 大番
- 書院番
- 小性組番（与頭ともがしら）
- 新番
- 小十人組
- 徒組